# Bünger
Bünger ist der Familienname folgender Personen:
- August Bünger (Unternehmer) (1849–1907), deutscher Unternehmer und Firmengründer
- August Bünger (Schriftsteller) (Peter Wespe, Kisum; 1865–nach 1927), deutscher Drucker, Schriftsteller und Herausgeber
- Catrin Bünger (* 1967), deutsche Fußballspielerin
- Christian Heinrich Bünger (1782–1842), deutscher Chirurg und Anatom
- Clara Bünger (* 1986), deutsche Juristin und Politikerin (Die Linke), MdB
- Doris Hertwig-Bünger (1882–1968), deutsche Pädagogin und Politikerin (DVP), MdL und MdR
- Ferdinand Bünger (1838–1924), deutscher Schulrat und Autor
- Fritz Bünger (1873–1936), deutscher evangelischer Kirchenhistoriker
- Heinrich Bünger (1880–1946), deutscher Institutsdirektor und Professor
- Johannes Bünger (* 1977), deutscher Kameramann, Autor, und Regisseur
- Karl Bünger (1903–1997), deutscher Sinologe und Botschafter in Südkorea
- Klaus Bünger (* 1943), deutscher Ökonom und Ministerialbeamter
- Meta Bünger (1870–1928), deutsche Kinderdarstellerin und Theaterschauspielerin
- Otto Bünger (* 1886), deutscher Landrat
- Ralph Bünger (* 1963), deutscher Jurist und Vorsitzender Richter am Bundesgerichtshof
- Traudl Bünger (* 1975), deutsche Autorin, Dramaturgin und Literaturkritikerin
- Walter Bünger (1905–1988), deutscher Physiker und Hochschullehrer
- Wilhelm Bünger (1870–1937), deutscher Jurist und Politiker (DVP), sächsischer Ministerpräsident